# 김부자
김부자(金富子, 1958년~)는 한국의 역사가이다. 재일 조선인 2세이며, 도쿄 외국어대학의 명예교수이다. 주 분야는 일제강점기 교육사, 한국과 일본의 성범죄 문저이며, 위안부 문제 해결을 위해 재일동포 여성들의 모임인 ‘우리여성네트워크’에서 활동했다.